# Jules Gendebien
Jules Gendebien (Leuven, 25 januari 1940 - 14 februari 2011) was een Belgisch volksvertegenwoordiger.

## Levensloop
Jules A. Ch. Gendebien promoveerde tot licentiaat in de handels- en financiële wetenschappen (1962) in het Institut des hautes études commerciales in Brussel.
Hij werd verkozen tot liberaal volksvertegenwoordiger voor het arrondissement Nijvel in 1968 en vervulde dit mandaat tot in 1971. In onmin met de liberale partij stichtte hij een 'Parti radical', die niet lang leefde.
In 1970 werd hij verkozen tot gemeenteraadslid van Geldenaken en bleef dit tot in 1975.

## Publicatie
- (samen met Theo Cocriamont) Technique des opérations à tempérament, Leuven, Librairie Universitaire, 1965.
- L’indispensable création d’une nouvelle monnaie mondiale et réforme du FMI (voordracht in 2010)